# Grayhawk (Misuri)
Grayhawk es un lugar designado por el censo ubicado en el condado de Ste. Genevieve en el estado estadounidense de Misuri. En el Censo de 2010 tenía una población de 525 habitantes y una densidad poblacional de 43,12 personas por km².

## Geografía
Grayhawk se encuentra ubicado en las coordenadas 37°56′2″N 90°14′23″O / 37.93389, -90.23972. Según la Oficina del Censo de los Estados Unidos, Grayhawk tiene una superficie total de 12.18 km², de la cual 11.27 km² corresponden a tierra firme y (7.4%) 0.9 km² es agua.

## Demografía
Según el censo de 2010, había 525 personas residiendo en Grayhawk. La densidad de población era de 43,12 hab./km². De los 525 habitantes, Grayhawk estaba compuesto por el 98.48% blancos, el 0% eran afroamericanos, el 1.14% eran amerindios, el 0% eran asiáticos, el 0% eran isleños del Pacífico, el 0% eran de otras razas y el 0.38% pertenecían a dos o más razas. Del total de la población el 1.33% eran hispanos o latinos de cualquier raza.